# Oktatlen
Oktatlen (octaoxygen) – alotropowa odmiana tlenu występująca przy ciśnieniu 11,4 GPa, w stanie stałym. Występuje w formie ośmioatomowych cząsteczek O8.
| Hipotetyczne struktury cząsteczki O8 |
|                                      |
| Model cząsteczki O8                  |